# 月尾鰻科
月尾鰻科為輻鰭魚綱囊鰓鰻目的其中一科。

## 特徵
本科魚體長且窄，無鱗片，有側線，吻長且尖，上頷較長。舌固定，鋤骨齒多列，鰓孔在腹部相連，鰓被架骨無，體色為黑色。

## 分類
月尾鰻科下分2個屬，如下：
- 月尾鰻屬（Cyema）
  - 月尾鰻（Cyema atrum）
- 新胚鰻屬（Neocyema）
  - 紅體新胚鰻（Neocyema erythrosoma）